# Oorlogsmuseum van de Boerenrepublieken
Het Oorlogsmuseum van de Boerenrepublieken (Afrikaans: Oorlogsmuseum van die Boererepublieke, Engels: Anglo-Boer War Museum) is een museum in de Zuid-Afrikaanse stad Bloemfontein. In het museum wordt aandacht geschonken aan de Tweede Boerenoorlog, waarin de onafhankelijke Boerenrepublieken Oranje Vrijstaat en de Zuid-Afrikaansche Republiek hun vrijheid verloren en kolonies werden van het Britse koloniale rijk.
Naast het museum zelf beheert het museum ook het Nationale Vrouwenmonument in Bloemfontein. Rond het museum en in overige delen van de stad beheert het museum ook standbeelden van een aantal Afrikaner en Nederlandse helden uit de Tweede Boerenoorlog, zoals het beeld van generaal Christiaan de Wet voor de Stadsaal van Bloemfontein. Het museum is de Afrikaans-Nederlandse tegenhanger van het Canadese Boerenoorlogsmuseum, dat de Angelsaksische soldaten in de oorlog eert.

## Nationaal Vrouwenmonument
Het Nationale Vrouwenmonument is een monument ter herinnering aan de ontbering, die vrouwen en kinderen trof tijdens de Tweede Boerenoorlog. Ongeveer 27.000 vrouwen en kinderen van Afrikaner en Nederlandse afkomst zijn tijdens deze oorlog in Britse concentratiekampen gestorven. Britse strijdkrachten gebruikten na de Triomfweek van de strijdlustige Boerenrepublieken de tactiek van de verschroeide aarde, waarbij vele Afrikaner en Nederlandse vrouwen en kinderen  gevangen werden genomen en alle bezittingen van de Afrikaners en Nederlanders in de opstandige boerenrepublieken vernietigd werden. Van 1913 tot 1949, het jaar waarin het Voortrekkermonument onthuld werd, was het Nationale Vrouwenmonument het belangrijkste monument van de Nederlands- en Afrikaanssprekende bevolking van Zuid-Afrika.